# Farula constricta
Farula constricta är en nattsländeart som beskrevs av Wiggins och Wisseman 1992. Farula constricta ingår i släktet Farula och familjen Uenoidae. Inga underarter finns listade i Catalogue of Life.